# Alain Santy

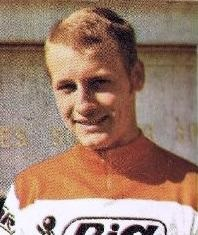
Alain Santy (1972)

Alain Santy (* 28. August 1949 in Lompret (Nord)) ist ein ehemaliger französischer Radrennfahrer.

## Sportliche Laufbahn
Als Amateur gewann er das Rennen Grand Prix des Flandres françaises vor seinem Bruder Guy Santy. 
Er war von 1970 bis 1976 Berufsfahrer. Begonnen hat er seine Profi-Karriere im Radsportteam BiC. 1971 gewann er die Tour de Corse cycliste mit einem Etappensieg und zu Beginn der Saison das Rennen Grand Prix d’Aix-en-Provence. In der Portugal-Rundfahrt wurde er Zweiter hinter Joaquim Agostinho. In der Saison 1972 war der 2. Platz im Critérium international hinter Raymond Poulidor sein bestes Ergebnis. In diesem Etappenrennen wurde er auch 1973 Zweiter im Endklassement ebenso wie im Boucles de la Seine, der im Vorfeld der Tour de France gefahren wurde. Er gewann auch die Tour de l’Oise. 1974 gewann er die Jahreswertung Prestige Pernod für den besten französischen Fahrer der Saison. Er siegte im Critérium du Dauphiné mit einem Etappensieg und im Rennen Paris–Camembert und hatte eine Reihe weiterer vorderer Platzierungen wie den 2. Platz bei Paris–Nizza. 1975 wurde er Vize-Meister im Straßenrennen und gewann den Grand Prix de Fayt-le-Franc.
In seinen vier Teilnahmen an der Tour de France wurde er 1973 31. und 1974 9. des Endklassements, 1972 und 1975 schied er aus.